# برايان أوين
برايان أوين (بالإنجليزية: Brian Owen) (1 نوفمبر 1944 في المملكة المتحدة - يوليو 2025) هو لاعب كرة قدم بريطاني في مركز الوسط. لعب مع كولتشستر يونايتد ونادي واتفورد ووولفرهامبتون واندررز.

## وصلات خارجية
- برايان أوين على موقع قاعدة بيانات كرة القدم.إي يو (الإنجليزية)